# Greben Muirfield
Greben Muirfield je mali greben smješten jugozapadno od Kokosovih otoka u Indijskom oceanu. Nalazi se oko 143 km od ovih otoka i dio je isključivog gospodarskog pojasa Australije (kome otoci pripadaju).